# Manasa

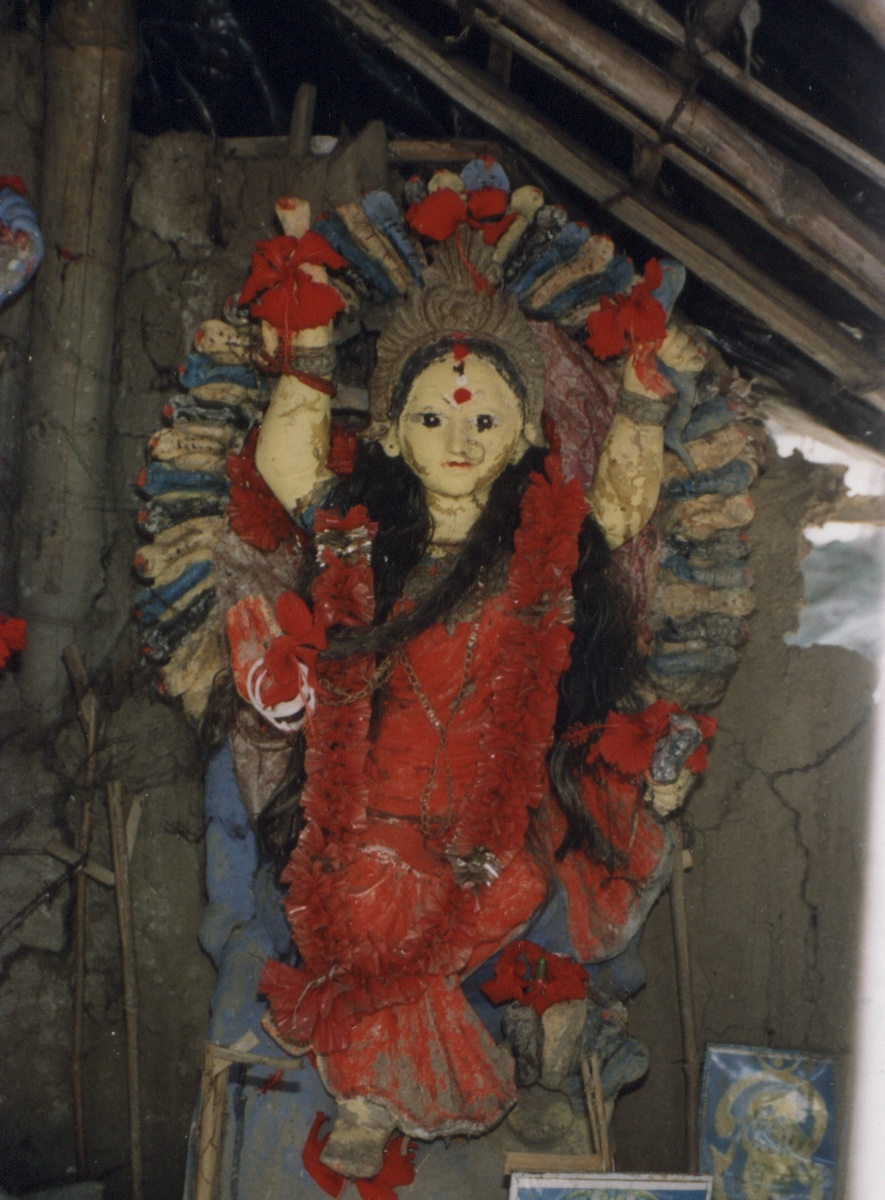
Gliniana figurka Manasy

Manasa (język bengalski: মনসা Manasza) – ludowe bóstwo hinduskie, bogini węży, czczona głównie w Bengalu. Chroni przed ukąszeniami przez węże, ale również związana jest z płodnością i pomyślnością. Pierwotnie była boginią czczoną przez Adiwasi, w późniejszym okresie jej kult został przejęty przez hinduizm ludowy.

## Ikonografia
Manasa przedstawiana jest jako kobieta pokryta wężami, stojąca na wężu lub siedząca w pozycji lotosu, często pod baldachimem utworzonym z kapturów siedmiu kóbr.